# Протопланетарная туманность

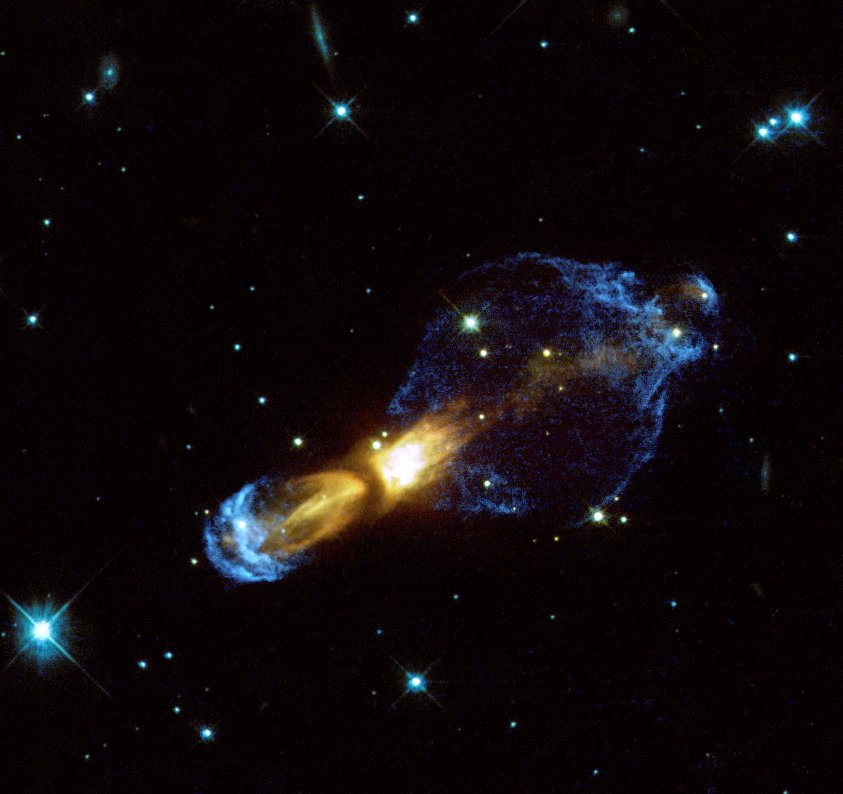
Туманность Тухлое яйцо — протопланетарная туманность в созвездии Корма

Протопланета́рная тума́нность — астрономический объект, который недолго существует между моментом, когда среднемассивная звезда (1—8 солнечных масс) покинула асимптотическую ветвь гигантов (АВГ), и последующей фазой планетарной туманности (ПТ). Протопланетарная туманность светит в основном в инфракрасном диапазоне и является подтипом отражательных туманностей.

## Наименование
Наименование «протопланетарная туманность» является не самым удачным, поскольку её можно спутать, например, с протопланетным диском. Сам термин «протопланетарная туманность» появился позже широко распространённого термина «планетарная туманность», которая также не имеет никакого отношения к планетам. Протопланетарные туманности были выделены в отдельный класс довольно поздно, потому что время их жизни невелико и количество подобных туманностей крайне мало. В 2005 году Sahai, Sánchez Contreras & Morris предложили термин «предпланетарная туманность» (preplanetary nebula), но он ещё не очень распространён.

## Эволюция ППТ

### Начальная фаза
Во время нахождения на АВГ звезда черпает энергию из горения водорода в тонкой оболочке (10−2 солнечной массы), в которую заключена когда-то активная гелиевая оболочка (0,60 солнечной массы). Сама звезда смещается в голубую сторону на диаграмме Герцшпрунга — Рассела. Когда водородная оболочка потеряет приблизительно 10−3 солнечной массы, она начинает разрушаться, и дальнейшая потеря массы уже не столь велика. В этой точке эффективная температура звезды около 5000 K, и это означает конец фазы нахождения на АВГ.

### Фаза протопланетарной туманности
В течение этой фазы эффективная температура центральной звезды продолжает увеличиваться, как результат потери массы в процессе водородного горения оболочки. Но всё-таки центральная звезда ещё слишком холодная, чтобы ионизовать медленно движущуюся околозвёздную оболочку, сброшенную на предыдущей фазе АВГ. Однако центральная звезда начинает испускать звёздный ветер, который начинает влиять на форму оболочки. Исследования изображений в высоком разрешении в период с 1998 по 2001 год показали, что в этой фазе и формируются основная форма и особенности планетарных туманностей, которые возникнут позже. В частности, сферическая симметрия оболочки под воздействием звёздного ветра начинает приобретать лучевую симметрию. В случае, если выброшенный звездой газ имеет выраженную биполярную природу, форма туманности может быть даже похожа на объект Хербига — Аро. Но такие формы характерны в основном для «молодых» протопланетарных туманностей.

### Завершение
Существование протопланетарной туманности подходит к концу, когда центральная звезда разогревается до 30 000 K (излучаемая энергия смещается в ультрафиолетовый диапазон) и может ионизовать околозвёздную туманность, которая становится разновидностью эмиссионной туманности и называется планетарной туманностью. Весь этот процесс занимает не более 10 000 лет, в противном случае плотность околозвёздной туманности не превысит 100 атомов на см3 и планетарная туманность будет очень слабо выражена.

### Современные исследования
В 2001 Bujarrabal и др. нашли, что «взаимодействующие звёздные ветры» в модели Kwok и др. (1978) недостаточны, чтобы объяснить их наблюдения CO в протопланетарных туманностях. Наблюдения обнаруживали высокий импульс и энергию, отсутствующие в этой модели. Это побудило теоретиков заниматься исследованиями, мог ли сценарий дисковой аккреции, подобный модели, используемой, чтобы объяснить джеты от активных галактических ядер и молодых звёзд, объяснить высокую степень симметрии, замеченную во многих джетах в протопланетарных туманностях. В такой модели аккреционный диск формируется через двойные взаимодействия вещества и магнитного поля звезды между собой и является способом преобразовать гравитационную энергию в кинетическую энергию звёздного ветра. Если эта модель правильна, то это значит, что магнитогидродинамические эффекты определяют энергетику и соосность потоков в протопланетарных туманностях. Таким образом, возможно, что источником жёсткого излучения является не центральная звезда, а внутренние части быстровращающегося диска, которые разогревается до температуры 20 000 градусов.